# Nikolaj Michajlov
Nikolaj Borislavov Michajlov (Bulgaars: Николай Бориславов Михайлов) (Sofia, 28 juni 1988) is een Bulgaarse voormalig doelman in het betaald voetbal. Hij debuteerde in 2007 in het Bulgaarse elftal. Nikolaj is de zoon van Borislav Michajlov, die enige tijd recordinternational van Bulgarije was.

## Clubcarrière

### Levski Sofia
Vanaf 1998 speelde Michajlov voor de Bulgaarse club Levski Sofia. In 2004 debuteerde hij op zestienjarige leeftijd in het eerste elftal van de club. Hoewel hij geen vaste basisplaats veroverde in de drie jaar dat hij in het eerste speelde won hij wel tweemaal de landstitel en eveneens tweemaal de Bulgaarse voetbalbeker. Zijn prestaties bleven niet onopgemerkt en uiteindelijk maakte hij een transfer naar het Engelse Liverpool FC.

### Liverpool en FC Twente

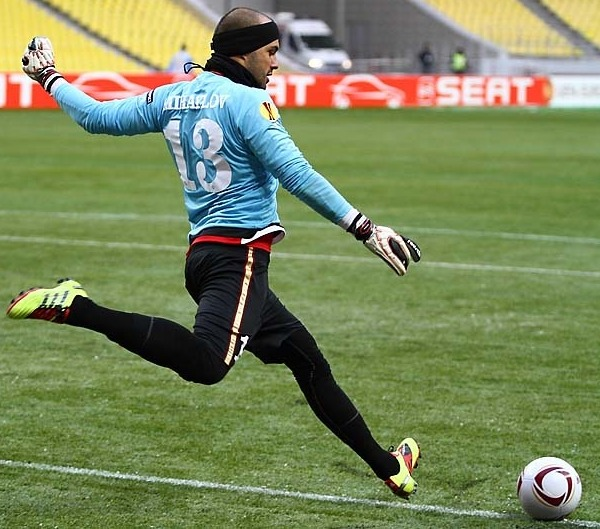
Michajlov in de Europa League met FC Twente (2011).

In Liverpool kreeg Michajlov geen werkvergunning, waardoor verhuur een optie werd. FC Twente huurde hem in seizoen 2007/08. Dat jaar speelde Michajlov in het beloftenelftal van de club, waarmee hij kampioen van Nederland werd. Ondanks dat hij geen speeltijd in het eerste kreeg dat jaar, wilde FC Twente toch door met de doelman. De huurovereenkomst met Liverpool werd met twee jaar verlengd. In de voorronde van de Champions League tegen Arsenal debuteerde Michajlov voor FC Twente. De wedstrijd eindigde in 4-0 voor de Londenaren. In seizoen 2008/09 en seizoen 2009/10 moest Michajlov Sander Boschker nog voor zich dulden, maar pikte hij uiteindelijk nog twaalf wedstrijden mee in het eerste elftal en werd hij in 2010 landskampioen met de club.
In seizoen 2010/11 nam FC Twente Michajlov definitief over van Liverpool. Er werd een driejarig contract getekend in februari 2010. Doordat Boschker door het WK 2010 langer vakantie kreeg, greep Michajlov zijn kans om eerste doelman te worden. In de wedstrijd om de Johan Cruijff Schaal, die gewonnen werd, stond hij in de basisformatie en daarna stond hij zijn plek niet meer af. Enkel bij blessures en bekerwedstrijden werd er nog een beroep gedaan op Boschker.
Bij aanvang van seizoen 2011/12 verlengde Michajlov zijn contract bij FC Twente. Hij staat vanaf dan tot medio 2014 onder contract bij de Tukkers.

### Hellas Verona
Op 6 augustus 2013 tekende Nikolay Michajlov een contract voor twee seizoenen bij het Italiaanse Hellas Verona. Hij slaagde er niet in de concurrentiestrijd met de Braziliaan Rafael in zijn voordeel te beslechten en speelde geen enkele competitiewedstrijd in het seizoen 2013-2014.

### Mersin IY
In de zomer van 2014 vertrok Michajlov transfervrij naar de Turkse club Mersin İdman Yurdu dat net was gepromoveerd naar de Süper Lig. Ook hier slaagde de doelman er niet in een vaste plek tussen de palen op te eisen. In de eerste seizoenshelft kwam hij tot slechts twee competitiewedstrijden. In december 2015 liet hij zijn contract ontbinden. Voor het seizoen 2016/17 keerde hij weer terug bij de club.

### Omonia Nicosia en terugkeer Levski Sofia
Nadat hij wederom enkele maanden zonder club zat, volgde hij in december 2017 Ivaylo Petev, die aangesteld werd als trainer, naar het Cypriotische Omonia Nicosia waar hij voor anderhalf seizoen een contract ondertekende. Medio 2018 verliet hij de club. Eind november 2018 keerde hij terug bij Levski Sofia waar hij in 2024 zijn loopbaan beëindigde.

## Interlandcarrière
Michajlov debuteerde in 2007 voor de nationale ploeg van Bulgarije. Het zou echter nog tot seizoen 2010/11 duren voordat hij een vaste basisplaats onder de lat kreeg.

## Erelijst
- Landskampioen Bulgarije: 2006, 2007 (Levski Sofia)
- Bulgaarse beker: 2005, 2007 (Levski Sofia)
- Landskampioen Eredivisie voor beloften: 2008 (Jong FC Twente)
- Landskampioen Nederland: 2010 (FC Twente)
- Johan Cruijff Schaal: 2010, 2011 (FC Twente)
- KNVB beker: 2011 (FC Twente)

## Individueel
- Bulgaars voetballer van het jaar: 2011